# The Last of the Mohicans (1992)
The Last of the Mohicans is een Amerikaanse film uit 1992 van regisseur Michael Mann, met in de hoofdrol Daniel Day-Lewis. De film is gebaseerd op de roman van schrijver James Fenimore Cooper.

## Verhaal
De film, die is gebaseerd op het gelijknamige boek, speelt zich af in het jaar 1757, tijdens de Frans-indiaanse Oorlog. Britse en Franse soldaten strijden om de heerschappij van het continent Amerika. Zowel de Britten als de Fransen krijgen hulp van verscheidene indiaanse volkeren. Nathaniel Hawkeye (Day-Lewis) is een Europeaan, maar werd opgevoed door de laatste der Mohicanen: Chingachgook. Op een dag redt hij de levens van Alice en Cora, twee dochters van de Britse officier Munro. Zonder het goed en wel te beseffen, wordt hij bij de oorlog betrokken. Bovendien ontstaat er tussen al dat geweld een liefdesverhouding tussen Cora en Hawkeye.
De schrijver van het verfilmde boek, James Fenimore Cooper, heeft in zijn verhaal twee verschillende indiaanse volkeren met elkaar verward. Wanneer hij over de Mohicans spreekt, bedoelt hij de Mohiingan (Mohegan), en niet de Mohican (Mahican), die een onderdeel vormden van het Lenni-Lenape (Delaware)-volk.

## Filmmuziek

### Nummers (1992)
1. Main Title
2. Elk Hunt
3. The Kiss
4. The Glade Part II
5. Fort Battle
6. Promontory
7. Munro's Office / Stockade
8. Massacre / Canoes
9. Top of the World
10. The Courier
11. Cora
12. River Walk and Discovery
13. Parlay
14. The British Arrival
15. Pieces of a Story
16. I will find you (uitgevoerd door Clannad)

### Nummers (2000)
1. Main title
2. Elk Hunt
3. Bridge at Lacrosse
4. Garden Scene
5. Ambush
6. The Glade
7. Fort Battle
8. The Courier
9. The Kiss
10. Stockade
11. Massacre
12. Ascent / Pursuit
13. Promontory
14. Top of the World

## Prijzen
- Academy Award (1993) - Best Sound
- BAFTA Award (1993) - Best Cinematography
- BAFTA Award (1993) - Best Make-Up

## Feiten
- Michael Mann kon, dankzij het succes van deze film, zijn grote project Heat tot stand brengen.